# USA:s folkräkning 1970
USA:s folkräkning 1970 (engelska: 1970 United States census) var den nittonde folkräkningen i USA:s historia. Folkräkningen registrerade 203 392 031 invånare.